# مارتی پاپازیان
مارتی پاپازیان (ارمنی: Մարտի Փափազյան؛ انگلیسی: Marty Papazian؛ زادهٔ ۱۸ آوریل ۱۹۷۶) یک بازیگر، و کارگردان فیلم ارمنی‌تبار اهل ایالات متحده آمریکا است. وی از سال ۱۹۹۲ میلادی فعالیت می‌کند.

## زندگی‌نامه
وی در ۱۸ آوریل ۱۹۷۶ در لس آنجلس، کالیفرنیا به دنیا آمد . وی نخستین فیلم خویش حداقل در میان قدیسان را در سال ۲۰۱۲ کارگردانی نمود که خودش همراه با لورا سن جاکومو چارلز اس. داتون در آن نقش آفرینی نمودند.

## گزیده فیلمشناسی
از فیلم‌ها یا برنامه‌های تلویزیونی که وی در آن نقش داشته‌است می‌توان به ۲۴ (مجموعه تلویزیونی)، بلک اشاره کرد.